# The Hacker Crackdown
The Hacker Crackdown: Law and Disorder on the Electronic Frontier es un libro basado en hechos reales escrito por Bruce Sterling en 1992. Su título en español es La Caza de Hackers, Ley y Desorden en la Frontera Electrónica.
Fue publicado por Spectra Books con ISBN 0-553-56370-X. El libro describe algunos de los hechos más importantes sucedidos en la comunidad hacker a principio de los 90.

## Liberación
En 1994, Sterling liberó el libro en Internet para uso no comercial con un nuevo prólogo